# کلسن-گورنه
کلسن-گورنه (به آلمانی: Kleßen-Görne) یک شهر در آلمان است که در هافه‌لانت واقع شده‌است. کلسن-گورنه ۴۱۰ نفر جمعیت دارد.